# بدلبو
بدلبو هي قرية في مقاطعة أرومية، إيران. يقدر عدد سكانها بـ 347 نسمة بحسب إحصاء 2016.